# 大卫·S·梅森
大卫·S·梅森（1947年11月23日—）是一位美国政治学家，印第安納波利斯巴特勒大學榮譽退休教授，主要作品有《现代欧洲200年》（A Concise History of Modern Europe）、《美国世纪的结束》（The End of the American Century）等。